# 白河 (加利福尼亞州)
白河（英語：White River）是位於美國加利福尼亞州圖萊里縣的一個非建制地區。該地的面積和人口皆未知。

## 地理
白河的座標為35°48′11″N 118°50′54″W / 35.80306°N 118.84833°W，而該地的平均海拔高度為1219米（即4000英尺）。